# Телефон доверия
Телефо́н дове́рия (линия жизни, кризисная линия, горячая линия, линия помощи) — дистанционная служба экстренной психологической помощи, предназначенная для оказания моральной, эмоциональной или духовной поддержки широким слоям населения. На территории России этот термин применяется как к службе экстренной психологической помощи, так и к телефонным службам государственных организаций, которые собирают или предоставляют населению различную информацию. Сотрудниками службы телефонов доверия являются психологи, педагоги или специально обученные люди.

## Общая информация
Первые телефоны доверия создавались как службы превенции суицидов. Впоследствии применение расширилось, в настоящее время это прежде всего служба, оказывающая психологическую помощь и поддержку населению в любых ситуациях эмоционального напряжения: конфликтах, стрессах, депрессии, сложных жизненных ситуациях и предсуицидальных состояниях. Некоторые линии специализируются на оказании экстренной психологической помощи в зонах чрезвычайных происшествий, как населению, так и сотрудникам служб спасения.
В основном телефоны доверия разделяют по следующим критериям:
- аудитория — возраст, социальное положение и другие;
- метод работы — телефонная психотерапия, «дружеская помощь», телефонное консультирование;
- статус — государственные, муниципальные, частные, благотворительные;
- кадровый состав — профессиональные или волонтёрские[1].

Часто для описания работы дистанционной поддержки используются термины: кризисная линия (crisis line), горячая линия (hotline), линия помощи (help line), телефон доверия и линия жизни (life line).

## Базовые принципы
Основными принципами работы телефонов доверия являются анонимность и конфиденциальность. В отличие от очного приёма специалиста, клиент остаётся полностью анонимным, что даёт ему возможность свободно говорить о личных проблемах. Также эту службу отличает доступность помощи, что позволяет абонентам обращаться в состоянии пика эмоционального переживания — обращения происходят в трудных жизненных ситуациях для клиента. На телефон доверия может обратиться любой человек, независимо от возраста, статуса, социального положения, материального достатка или любого другого признака. Абоненты ожидают получение психологической помощи, атмосферу защищённости, понимания и доверия.
Работа консультантов основана на принципах гуманности, анонимности, доступности, осознанной ответственности и профессионализма. Команда обычно состоит из консультантов, супервизоров и заведующих, которые могут быть специально обученными волонтёрами или профильными специалистами.

## История

### Организации линии

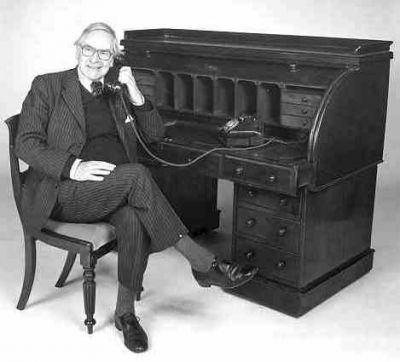
Чад Вара — основатель «Самаритян», 2016 год

Первые телефоны доверия не были рассчитаны на широкую психологическую поддержку, скорее это были частные случаи. Одна из таких линий была основана в Нью-Йорке в 1906 (по другим источникам — в 1907) году с открытием лиги «Спасите жизнь». Эту организацию создал священник Герри Уоррен для моральной и психологической поддержки людей в состоянии суицидального кризиса. Позднее, в 1948 году австрийские психиатры Ханс Хофф и Эрвин Рингель организовали центр «Врачебная помощь людям, уставшим от жизни», который объединял телефонную службу и очный приём специалиста.
В 1953 году преподобный отец Чад Вара из церкви Святого Стефана в Лондоне открыл первую круглосуточную линию экстренной связи для поддержки людей. Он разместил в газетах свой личный номер телефона и указал, что за психологической помощью можно обращаться в любое время дня и ночи, также, как обращается в скорую помощь. Первый звонок на телефон доверия поступил 2 ноября 1953 года, за ним последовали и другие. Для обработки входящих вызовов к священнику присоединились добровольцы. Уже 2 февраля 1954 года возникло волонтёрское движение «Самаритяне», которое оказывало дружескую поддержку тем, кто находится в состоянии психоэмоционального кризиса или имеет суицидальные мысли. Эта организация стала прообразом всех центров телефона доверия.
Позднее линии психологической помощи стали открываться по всей Европе: «Telefonseelsorge» в Западном Берлине (1956), «Die Dargebotene Hand» в Цюрихе (1957), «Telefonische Hupdienst» в Роттердаме (1958), «Kirkens Nattjeneste» в Осло (1958), «Tele-Accueil» в Брюсселе (1959), «La Main Tendue» в Женеве (1959), «SOS Amitie» в Париже (1969).
В 1959 году в Женеве был создан Международный информационный центр для взаимной поддержки телефонов доверия. В 1960 году прошёл первый международный конгресс работников неотложной телефонной помощи. В странах Азии и Австралии открылись службы «Линии жизни». Позднее они объединились в «Международные линии жизни». Движение «Самаритяне» распространилось по всему миру. В 1974 году была основана организация «Международная дружеская помощь», для поддержки людей, переживающих любой вид эмоционального кризиса.
В Европе с 1967 года работает Международная федерация служб неотложной телефонной помощи — IFOTES, которая объединяет 347 телефонных служб из 25 стран. IFOTES является членом Международной ассоциации профилактики самоубийств и Всемирной федерации психического здоровья.

### Развитие в России
В Россию определение «телефон доверия» пришло из Чехословакии и Польши. В 1964 году Мирослав Плзак создал в Чехословакии первую «Линию доверия», ещё два номера удалённой помощи были открыты в Гданьске и во Вроцлаве в 1967 году, которые назывались «Телефон доверия». Инициатором создания дистанционной психологической помощи в СССР стала профессор суицидологии Айне Григорьевна Амбрумова. В 1981 году в Ленинграде на базе городского наркологического диспансера заработал первый телефон доверия. На следующий год подобная линия открылась в Москве. Изначально они создавались как отделения экстренной медико-психологической помощи для предотвращения суицидов. До 1985 года в СССР существовало четыре дистанционные службы поддержки. В 1988 году открыли ещё пять экстренных линий, за два следующих года — ещё 21 телефон. К 1991 году в стране работало 25 телефонов экстренной психологической помощи.
Первый телефон доверия для детей и подростков открылся в Москве в 1989 году, в 1993 — для детей в возрасте от 5 до 12 лет. В этом же году было организовано Московское объединение детских телефонов доверия, которое включало 42 службы из регионов Центрального и Северо-Западного федеральных округов.
7 июня 1991 года была учреждена Российская ассоциация телефонов экстренной психологической помощи — РАТЭПП. С 1992 года ассоциация выпускает журнал «Вестник РАТЭПП». Эффективность и востребованность дистанционной психологической помощи были очевидны, поэтому линии открывались массово: 38 телефонов в 1992 году, 23 — в 1993 году, 65 — в 1994 году, 42 — в 1995 году, 27 — в 1996 году. На 2000 год в России функционировало 215 телефонов экстренной психологической помощи.
В 2007 году по инициативе Национального фонда защиты детей от жестокого обращения была основана Ассоциация детских телефонов доверия, в состав которой на территории России вошло 285 линий из 69 регионов. Организация телефонов доверия, как службы при психоневрологических диспансерах, регулируется приказом Министерства здравоохранения от 6 мая 1998 года.
В Москве в 1993 году начал работу первый в России телефон доверия для женщин, пострадавших от насилия в семье.

### Современное состояние
В 2015 году в РАТЭПП входило 284 телефона доверия. По данным 2017 года, в России работало более 350 телефонов экстренной психологической помощи.
По классификации кандидата психологических наук Сергея Хачатуряна, для России характерны три основные модели телефонов доверия:
- оказание экстренной психологической помощи людям, находящимся в кризисных ситуациях;
- телефонные службы государственных организаций, которые собирают или предоставляют различную информацию населению, например телефон доверия при Федеральной службе безопасности, Министерстве внутренних дел или Федеральной таможенной службе;
- временные линии, созданные для реализации конкретных политических задач, например служба, которая собирает сведения о выплате пенсий по стране в течение определённого времени, горячие линии депутатов[4].

## Телефоны психологической помощи
Телефон доверия, в отличие от горячей линии, является анонимным, строго конфиденциальным и служит для оказания психологической поддержки. По некоторым телефонам горячей линии тоже можно получить психологическую помощь, но в основном они предоставляют и собирают информацию, консультируют по различным вопросам. Помимо психологической поддержки, на горячей линии предоставляют информационную, юридическую, социальную и духовную помощь, в некоторых случаях можно записаться на очный приём специалиста.
В 2014 году для работы с детьми и подростками были организованы анонимные чаты психологической поддержки онлайн, в которых работают профессиональные психологи.